# Fabián Barrionuevo
Fabián Gonzalo Barrionuevo (San Miguel de Tucumán, Tucumán, Argentina, 25 de diciembre de 1986) es un exfutbolista argentino que jugaba como defensor.

## Trayectoria

### Atlético Tucumán
Barrionuevo debutó con la camiseta de Atlético Tucumán en el 2007. Jugó con la camiseta del decano hasta el año 2008.

### Gimnasia de Mendoza
En 2009 pasó a Gimnasia de Mendoza. Con el lobo mendocino disputó una temporada.

### Racing de Olavarría
En el 2010 se unió a Racing de Olavarría. En el equipo de Buenos Aires tuvo un breve paso.

### Policial
Volvió al Noroeste Argentino en 2011 y se sumó a Policial. Su primera etapa en el club duró hasta el 2013. En 2015 tuvo un segundo paso por la institución.

### San Lorenzo de Alem
Para la temporada 2013/14 pasó a San Lorenzo de Alem. Jugó en el equipo catamarqueño hasta el 2014.

### Sarmiento de La Banda
En el 2016 llegó a Sarmiento de La Banda. Vistió la camiseta del equipo bandeño por un año.

### Vélez de San Ramón
En 2017 pasó a Vélez de San Ramón, donde se retiró del fútbol.

## Clubes
| Club                  | País      |
| --------------------- | --------- |
| Atlético Tucumán      | Argentina |
| Gimnasia de Mendoza   | Argentina |
| Racing de Olavarría   | Argentina |
| Policial              | Argentina |
| San Lorenzo de Alem   | Argentina |
| Sarmiento de La Banda | Argentina |
| Vélez de San Ramón    | Argentina |